# Kadokawa Corporation
Cet article concerne la société mère du groupe Kadokawa. Pour l'ancienne Kadokawa Corporation, voir Kadokawa Future Publishing. Pour les articles homonymes, voir Kadokawa.
Kadokawa Corporation (株式会社KADOKAWA, Kabushiki gaisha Kadokawa), anciennement Kadokawa Dwango Corporation (株式会社KADOKAWA・DWANGO, Kabushiki gaisha Kadokawa Dowango), est un conglomérat médiatique japonais qui est issu de la fusion de la Kadokawa Corporation originelle et Dwango Co., Ltd. le 1er octobre 2014,.

## Historique

Le logo de Kadokawa Dwango.

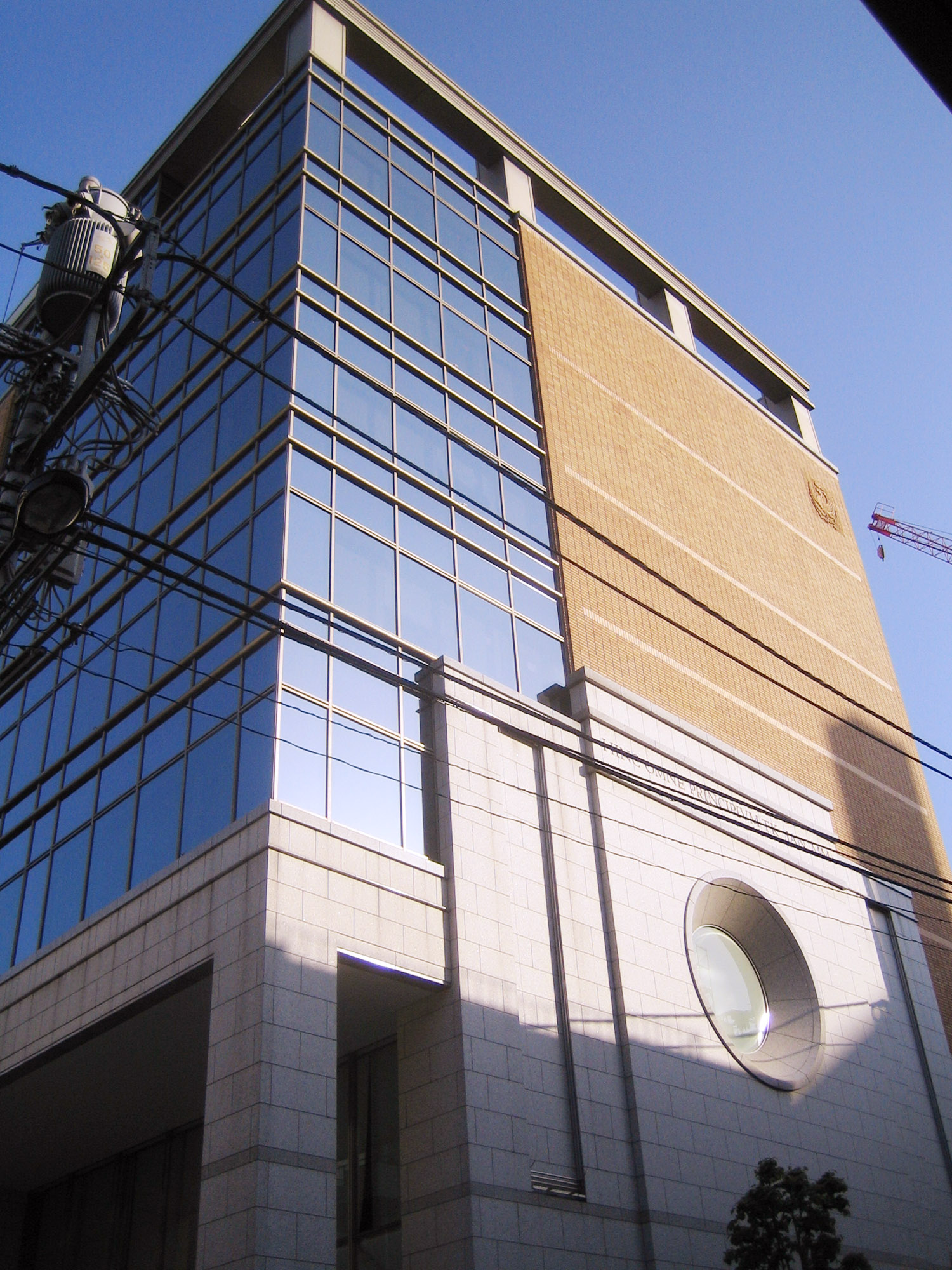
Siège social de la société.

Un partenariat commercial a été conclu entre Kadokawa et Dwango en octobre 2010, qui aboutit sur un accord d'investissement mutuel en mai 2011, renforçant leurs relations en termes de distribution de livres électroniques et de vidéos. Le 14 mai 2014, il a été annoncé qu'un accord de base a été conclu pour créer une société holding par le biais d'une fusion des deux sociétés,. Cette union a pris acte le 1er octobre 2014 avec la formation de Kadokawa Dwango Corporation (株式会社KADOKAWA・DWANGO),.
En avril 2015, avec une réorganisation ayant eu lieu au sein de Kadokawa Corporation, les activités liées aux médias et aux jeux vidéo de Kadokawa ont été transférés à Kadokawa Dwango, dont le contrôle du magazine Famitsu,. En juillet 2015 de la même année, la société est entrée dans le secteur de l'éducation. Le 1er octobre 2015, la société Kadokawa Dwango a changé son nom commercial en Kadokawa Corporation (カドカワ株式会社, Kadokawa kabushiki gaisha), qui combine le son des deux sociétés (KADOKAWA, Dwango (ドワンゴ, Dowango)) afin de démontrer fortement leur intégration commerciale,.
En février 2019, Kadokawa Dwango a annoncé que Dwango cesserait d'être sa filiale pour être une filiale directe de Kadokawa Corporation dans le cadre d'une réorganisation du groupe.
Le 1er juillet 2019, Kadokawa Dwango Corporation a été réorganisée ; l'activité d'édition est restée, anciennement connue Kadokawa Corporation, a été renommée en Kadokawa Future Publishing tandis que Kadokawa Dwango est devenue l'actuelle Kadokawa Corporation et la société holding de toutes les sociétés du groupe Kadokawa.
En 2023, le groupe annonce la création de son propre studio de production d'animations.
Le 19 décembre 2024, la société japonaise Sony conclut un accord avec Kadokawa, lui permettant d'acquérir 12 054 100 nouvelles actions, pour environ 50 milliards de yens (soit à peu près 300 millions d'euros). Le 7 janvier 2025, la multinationale deviendra ainsi le premier actionnaire de Kadokawa, avec 10 % de son capital, et obtiendra donc une place au conseil d'administration,,,.

## Structure du groupe
En 2019 :
- Kadokawa Corporation[12]
  - Kadokawa Future Publishing
    - Building Book Center
    - Kadokawa Key-Process

  - Dwango
    - Spike Chunsoft
    - Vantan (ja)

  - Book Walker (ja)
  - FromSoftware
  - Movie Walker (ja)
  - Kadokawa ASCII Research Laboratories, Inc.
  - Kadokawa Daiei Studio
  - Kadokawa Pictures America
    - Yen Press

  - Kadokawa Game Linkage (ja)
  - Kadokawa Connected
  - ENGI

## Sociétés du groupe
Kadokawa Corporation sert à rassembler plusieurs sociétés japonaises affiliées liées à Kadokawa Shoten sous ce que l'on appelle le groupe Kadokawa,. Ces sociétés sont de trois types : l'édition, l'audiovisuel et le cross-média. Les maisons d'éditions s'occupent principalement de livres, de livres de poche bunkobon, de mangas et de magazines de médias visuels ; les sociétés de l'audiovisuel s'occupent de longs métrages japonais et de ventes de DVD d'anime et de films internationaux ; les sociétés de cross-média traitent de contenu numérique, des magazines d'information urbaine et d'information sur les programmes de télévision, ainsi que la transmission d'informations combinant les supports papier, Internet et les téléphones portables. D'autres aspects du groupe sont traités par l'autre segment d'activités qui s'occupe principalement des jeux vidéo, de la location immobilière et comprend une agence de publicité.
| - Book Walker (ja) - GeeXPlus, Inc - Trista Co., Ltd. (ja) - Choubunsha Publishing Co., Ltd (ja) - Comic Walker - eb Creative - Japan Digital Library Service - Kadokawa Game Linkage (ja) - Kadokawa Future Publishing - ASCII Media Works - Building Book Center - Chukei Publishing - Enterbrain - Fujimi Shobo - Kadokawa Gakugei Shuppan Publishing (ja) - Kadokawa Key-Process - Kadokawa Magazines (ja) - Kadokawa Shoten - Media Factory - Mainichi GA Hakken - Production Ace - Dwango - Dehogallery - Dwango AG Entertainment - Dwango Music Publishing - FromNetworks - Project Studio Q - Spike Chunsoft - Spike Chunsoft, Inc - Vaka - Vantan (ja) - Virtual Cast Co., Ltd. - Watanabe Amaduction - Docomo Anime Store - K.Sense (80%) - Kadokawa Media House - Kadokawa Uplink - Kids Net - Movie Walker (ja) - Movie Ticket - T Gate - Smile Edge | - ENGI (53%) - EuropaCorp Japan - Globalgate Entertainment - Glovision (ja) - Japan Film Fund - Kadokawa Daiei Studio - Kinema Citrus (31.8%) - Nihon Eiga Satellite Broadcasting - Persol Media Switch (30%) - Studio Lide (40%) - ATX - Chara-Ani Corporation - Customcast - C・P・S - FromSoftware - Kadokawa ASCII Research Laboratories, Inc. - Cool Japan Travel, Inc (75%) - Kadokawa Architecture - Kadokawa Book Navi - Kadokawa Contents Academy (zh) - Kadokawa Connected - Kadokawa Craft - Kadokawa Games - Chara-ani Corporation (ja) - K's Lab - Karksa Media Partner Corporation (34%) - Page Turner - Production Ace - Tokorozawa Sakuratown Corporation (ja) - Animate Oversea - Bookwalker Taiwan - Guangzhou Tianwen Kadokawa Animation and Comics (ja) - Hemisphere Motion Picture Partners I - Hemisphere Motion Picture Partners II - Kadokawa Amarin - Kadokawa Contents Academy (zh) - Kadokawa Holdings Asia (zh) - J-Guide Marketing - Kadokawa Gempak Starz (en) (Malaysia) (80%) - Kadokawa Hong Kong (ja) - Kadokawa Holdings US - Kadokawa Holdings US in Hong Kong - Kadokawa International Edutainment (Taiwan) - Kadokawa Pictures America - Yen Press (51%) - Kadokawa Taiwan Corporation (ja) - Kadokawa Consulting (Thailand) - Kadokawa Qingyu (Shanghai) Culture & Creation - Sun Wah Kadokawa (Hong Kong) Group - Taiwan Animate |

### Annotations
1. 1 2  Le 1er octobre 2015, Kadokawa Dwango Corporation (株式会社KADOKAWA・DWANGO, Kabushiki gaisha Kadokawa Dwango?) est devenue Kadokawa Corporation (カドカワ株式会社, Kadokawa kabushiki gaisha?).

### Sources
1. 1 2  (ja) « 新会社KADOKAWA・DWANGO設立を正式発表 、統合の要点をチェック : ドワンゴとKADOKAWAは、経営の統合契約書の締結し、両社の完全親会社となる新会社KADOKAWA・DWANGOを2014年10月1日に設立すると正式発表しました。 », sur Nikkei,‎ 14 mai 2014 (consulté le 10 avril 2020).
2. 1 2  (en) « Publisher Kadokawa, Internet firm Dwango complete merger », sur The Japan Times, 1er octobre 2014 (consulté le 10 avril 2020).
3. ↑  (en) Gia Manry, « Kadokawa, Nico Nico's Parents Partner on Distribution : Kadokawa's e-book service revealed; 2 firms consider making anime that can only be seen on Nico Nico », sur Anime News Network, 28 octobre 2010 (consulté le 10 avril 2020).
4. ↑  (en) Egan Loo, « Kadokawa, Dwango Invest in Each Other to Expand Tie-Up : Media company & Nico Nico's parent already agreed to join forces on ebooks, videos », sur Anime News Network, 27 mai 2011 (consulté le 10 avril 2020).
5. ↑  (ja) « 角川・ドワンゴ、15年春にも持ち株会社　統合発表へ », sur Nikkei,‎ 14 mai 2014 (consulté le 10 avril 2020).
6. ↑  (en) Mark Schilling, « Kadokawa and Dwango to Merge », sur Variety, 14 mai 2014 (consulté le 10 avril 2020).
7. ↑  (ja) « 連結子会社（株式会社 KADOKAWA）との会社分割（簡易吸収分割）に係る 分割契約締結に関するお知らせ » [PDF], sur Magical Pocket,‎ 29 janvier 2015 (consulté le 10 avril 2020).
8. ↑  (en) Rafael Antonio Pineda, « Kadokawa Corporation to Restructure, Dissolve Brand Companies : Famitsu Magazine will move to Kadokawa's parent company », sur Anime News Network, 16 avril 2015 (consulté le 10 avril 2020).
9. ↑  (ja) Keigo Inashi, « KADOKAWA・DWANGOが「カドカワ」に商号変更--ドワンゴはロゴを刷新 », sur cnet Japan,‎ 1er octobre 2015 (consulté le 10 avril 2020).
10. ↑  (ja) « 社名変更のご挨拶 » [PDF], sur mediaguide.kadokawa.co.jp,‎ 1er octobre 2015 (consulté le 10 avril 2020).
11. ↑  (en) Karen Ressler, « Nobuo Kawakami Steps Down as Kadokawa Dwango President : Dwango reorganized as Kadokawa subsidiary », sur Anime News Network, 15 février 2019 (consulté le 10 avril 2020).
12. 1 2  (ja) « 会社分割（簡易吸収分割）の実施、商号変更及び定款一部変更、並びに代表取締役及び役員の異動に関するお知らせ » [PDF], sur Pronexus,‎ 14 mai 2019 (consulté le 10 avril 2020).
13. ↑  (en-US) Chike Nwaenie, « Kadokawa Plans Huge Shake Up of the Anime Market by Launching In-House Animation Studio », sur Anime Corner, 2 novembre 2023 (consulté le 5 avril 2024).
14. ↑  DocSavage, « Sony devient l'actionnaire de référence de Kadokawa » , sur Gamekult, 19 décembre 2024 (consulté le 4 janvier 2025)
15. ↑  Esteban Tesson, « Kadokawa chute en bourse après l’échec de son acquisition par Sony - Zonebourse » , sur www.zonebourse.com, 20 décembre 2024 (consulté le 4 janvier 2025)
16. ↑  jenicris, « Gamekyo : Sony va obtenir un siège au conseil d'administration de Kadokawa » , sur Gamekyo.com, 26 décembre 2024 (consulté le 4 janvier 2025)
17. ↑  Zonebourse, « Sony devient premier actionnaire de Kadokawa, créateur du jeu vidéo "Elden Ring" - Zonebourse », sur www.zonebourse.com, 19 décembre 2024 (consulté le 4 janvier 2025)
18. ↑  (ja) « 会社情報 : グループ会社一覧 », sur Site officiel (consulté le 10 avril 2020).
19. ↑  (en) « Corporate Information : GROUP COMPANIES », sur Site officiel (consulté le 10 avril 2020).
20. ↑  « Report: Kadokawa Acquires Dark Souls Developers From Software », Silliconera, 28 avril 2014 (consulté le 21 mai 2014).